# 대한민국 형사소송법 제337조
대한민국 형사소송법 제337조는 형의 소멸의 재판에 대한 형사소송법의 조문이다.

## 조문
제337조(형의 소멸의 재판) ① 「형법」 제81조 또는 동 제82조의 규정에 의한 선고는 그 사건에 관한 기록이 보관되어 있는 검찰청에 대응하는 법원에 대하여 신청하여야 한다.  <개정 2007.6.1.>
②전항의 신청에 의한 선고는 결정으로 한다.
③제1항의 신청을 각하하는 결정에 대하여는 즉시항고를 할 수 있다.

第337條(刑의 消滅의 裁判) ① 「형법」 第81條 또는 同 第82條의 規定에 依한 宣告는 그 事件에 關한 記錄이 保管되어 있는 檢察廳에 對應하는 法院에 對하여 申請하여야 한다.  <개정 2007.6.1.>
②前項의 申請에 依한 宣告는 決定으로 한다.
③第1項의 申請을 却下하는 決定에 對하여는 卽時抗告를 할 수 있다.

## 참고 문헌
- 손동권 신이철, 새로운 형사소송법(초판, 2013), 세창, 2013. ISBN 9788984114081

## 같이 보기
- 대한민국 형법 제81조 형의 실효
- 대한민국 형법 제82조 복권